# Jodłówka Tuchowska
Jodłówka Tuchowska – wieś w Polsce, położona w województwie małopolskim, w powiecie tarnowskim, w gminie Tuchów.
W latach 1954–1961 wieś należała i była siedzibą władz gromady Jodłówka Tuchowska, po jej zniesieniu w gromadzie Dąbrówka Tuchowska. W latach 1975–1998 wieś administracyjnie należała do województwa tarnowskiego. Miejscowość zajmuje powierzchnię 16,85 km².

## Położenie
Pod względem geograficznym miejscowość znajduje się na Pogórzu Ciężkowickim. Pola i zabudowania wsi zajmują dno doliny potoku Rostówka oraz zbocza wznoszących się nad nim wzniesień; od północnej strony jest to Pasmo Brzanki.

## Integralne części wsi
| Rodzaje    | Nazwy |
| ---------- | --- |
| części wsi | Czarny Lasek, Dział, Gęsia Szyja, Górka, Grabaczki, Granice Drugie, Granice Pierwsze, Gumienki, Kamieniec, Karpaty, Kobyli Dział, Koszary, Kozłówki, Krawiecka, Krzemieniec, Leśnictwo, Maliniec, Matląg, Nosalowa, Ogrójec, Osikówka, Podmłynie, Potok, Ratówki, Serwoniec, Sołtysia Góra, Sorysie, Średnie, Świercze, Wiedeń, Wielka Góra, Wieś, Zadworze, Zarębki |

## Zabytki
Obiekt wpisany do rejestru zabytków nieruchomych województwa małopolskiego.
- Kościół parafialny pw. św. Michała Archanioła.
Kościół drewniany zbudowany w 1871 roku przez żydowskiego właściciela Jodłówki Mendela Kalba.

Inne
- Dawna latarnia lądowa na szlaku handlowym na Węgry.

## Galeria

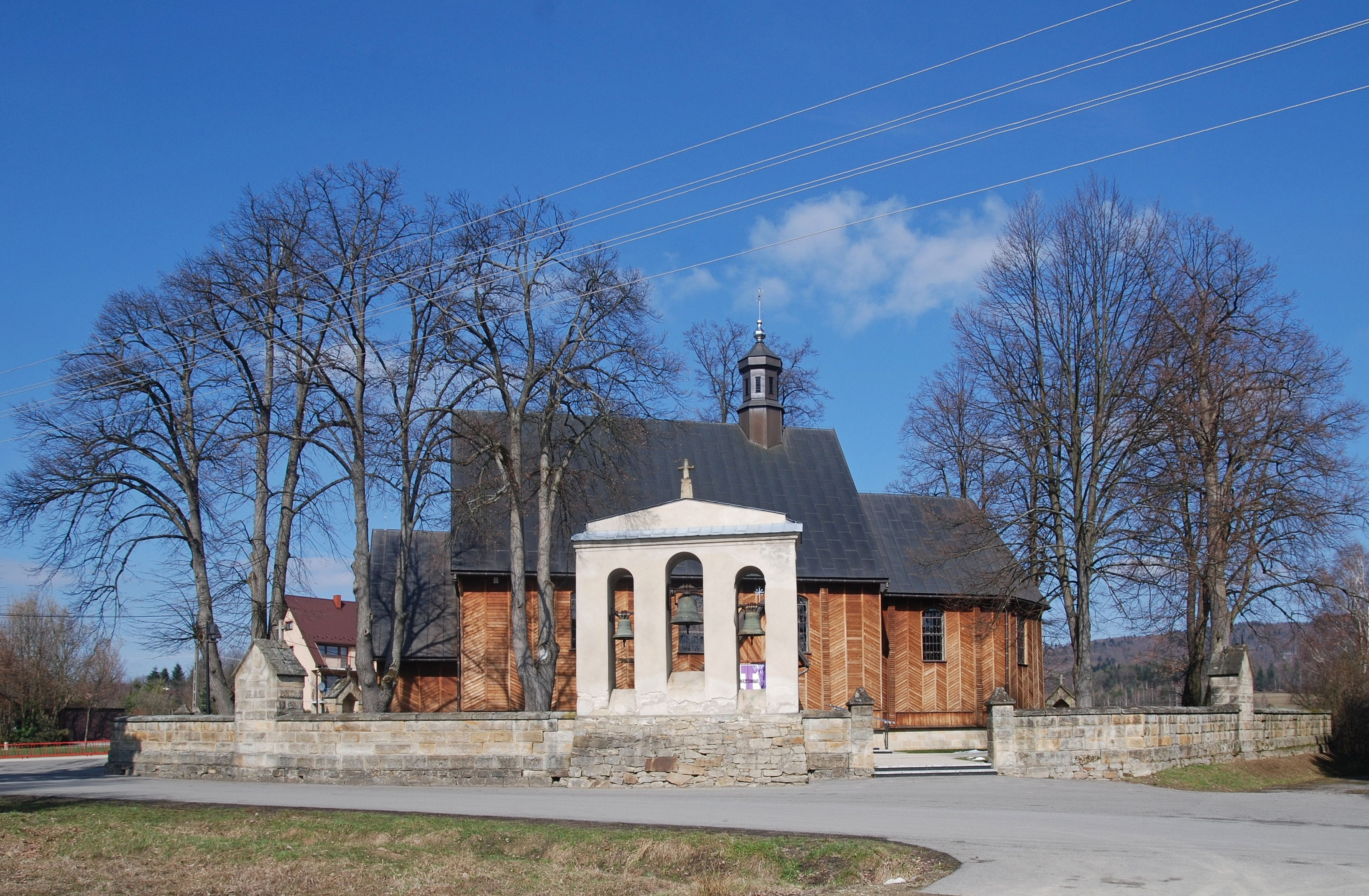
Drewniany kościół św. Michała Archanioła
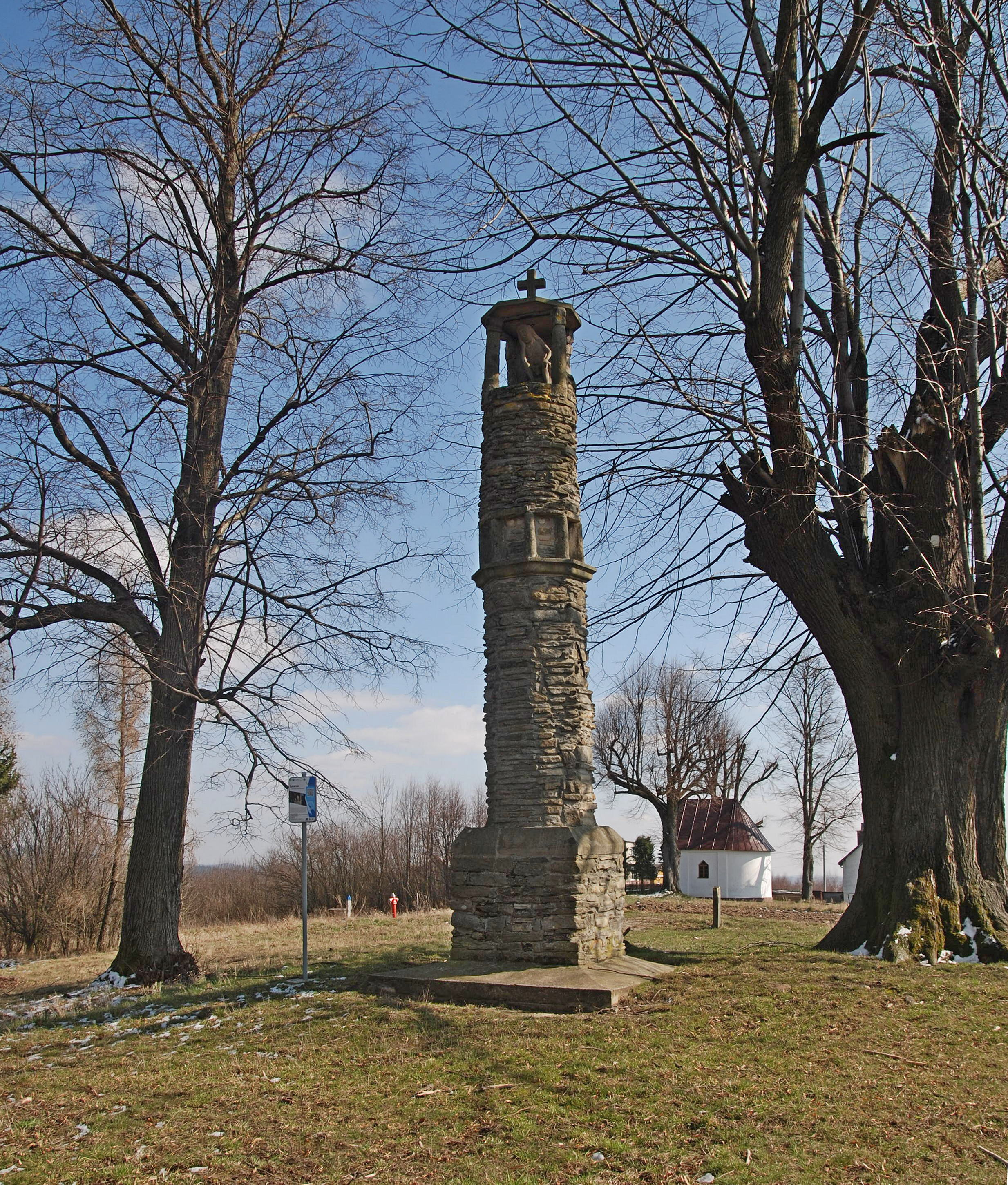
Dawna latarnia lądowa
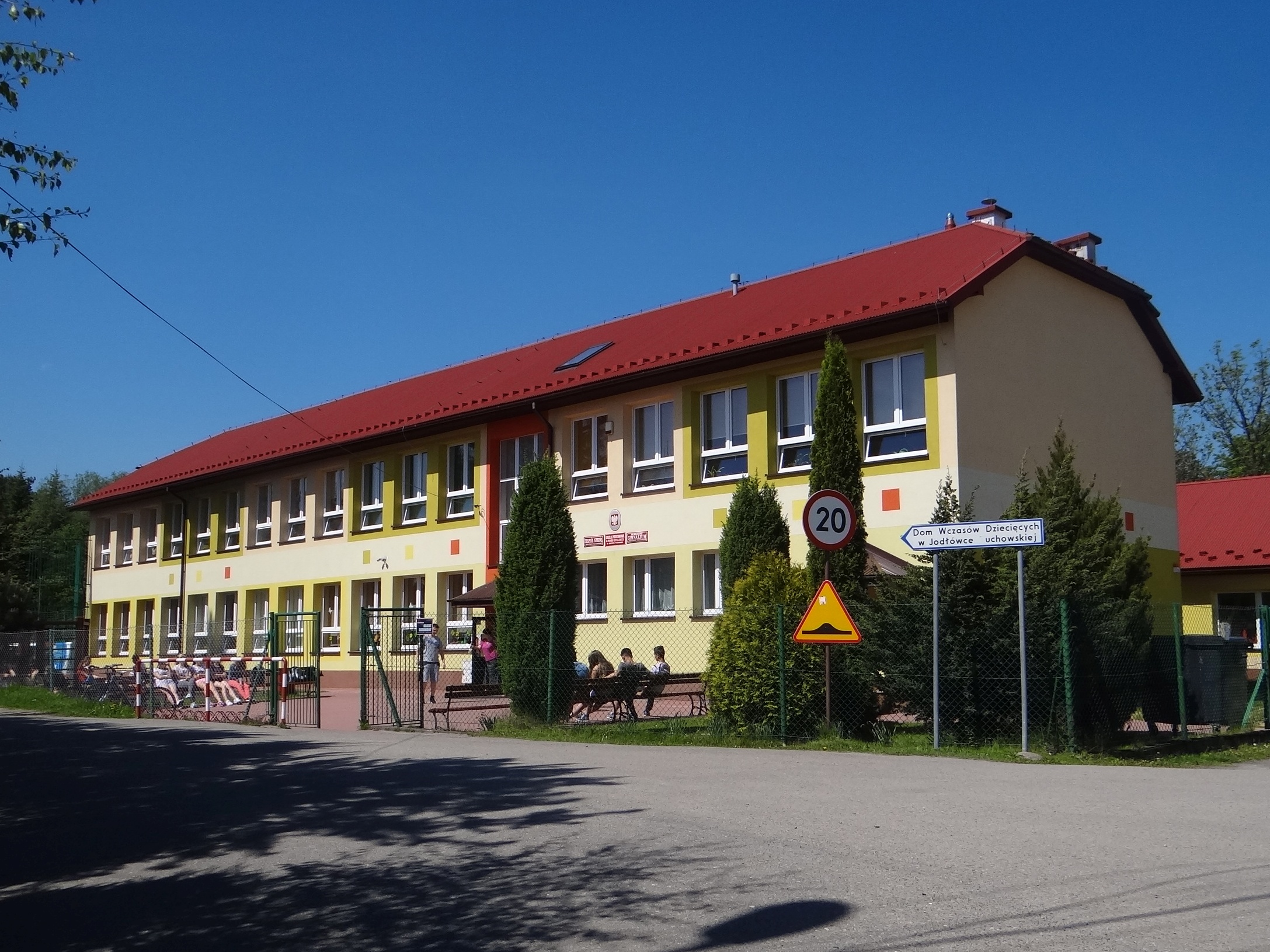
Dom Wczasów Dziecięcych
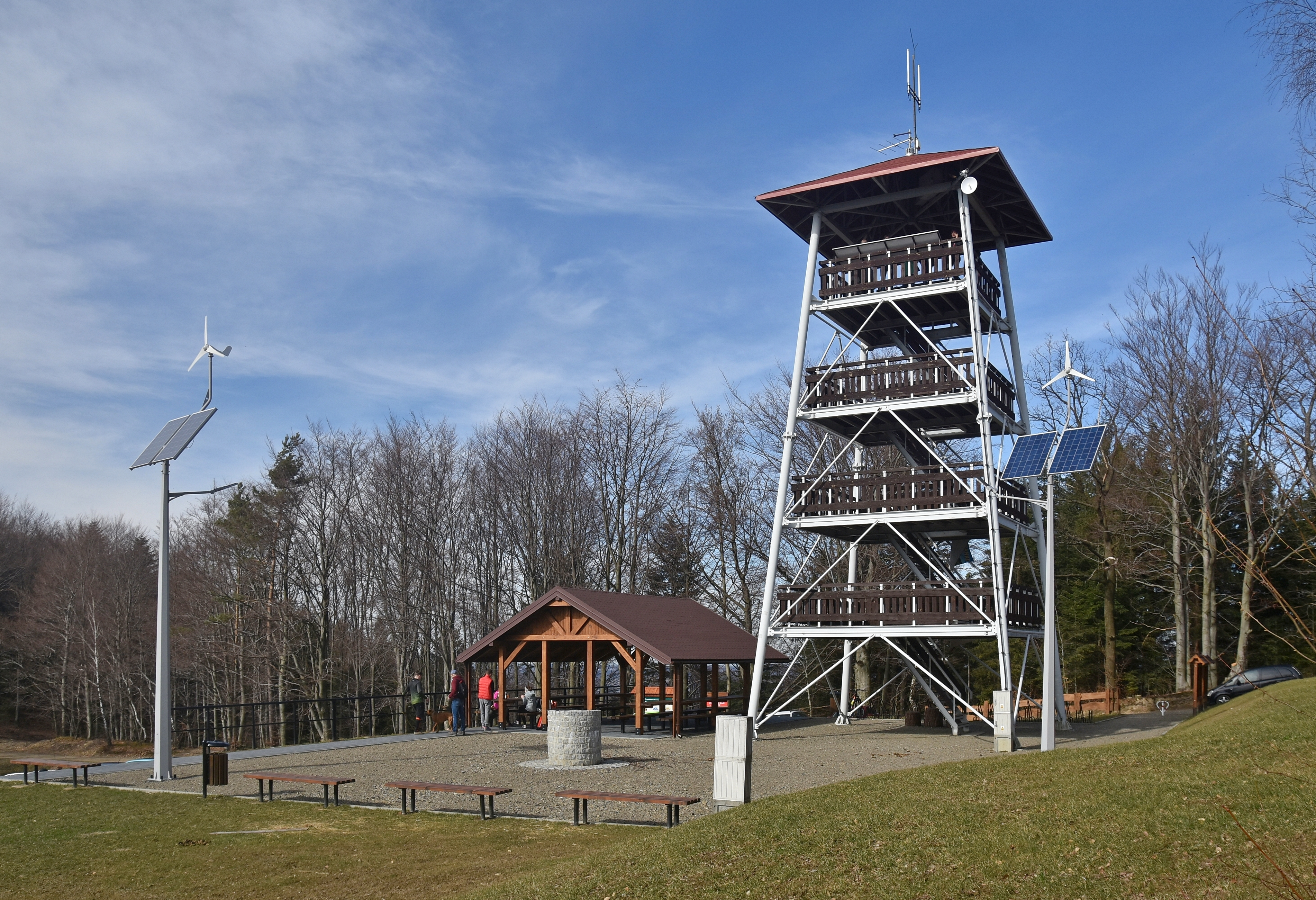
Wieża widokowa na Brzance